# GNG13
GNG13 (англ. G protein subunit gamma 13) – білок, який кодується однойменним геном, розташованим у людей на короткому плечі 16-ї хромосоми. Довжина поліпептидного ланцюга білка становить 67 амінокислот, а молекулярна маса — 7 949.
| 10         |  | 20         |  | 30         |  | 40         |  | 50         |
| ---------- |  | ---------- |  | ---------- |  | ---------- |  | ---------- |
| MEEWDVPQMK |  | KEVESLKYQL |  | AFQREMASKT |  | IPELLKWIED |  | GIPKDPFLNP |
| DLMKNNPWVE |  | KGKCTIL    |  |            |  |            |  |            |

A: Аланін

C: Цистеїн

D: Аспарагінова кислота

E: Глутамінова кислота

F: Фенілаланін

G: Гліцин

I: Ізолейцин

K: Лізин

L: Лейцин

M: Метіонін

N: Аспарагін

P: Пролін

Q: Глутамін

R: Аргінін

S: Серин

T: Треонін

V: Валін

W: Триптофан

Кодований геном білок за функцією належить до білків внутрішньоклітинного сигналінгу. 
Локалізований у клітинній мембрані, мембрані.